# Scultura greca classica

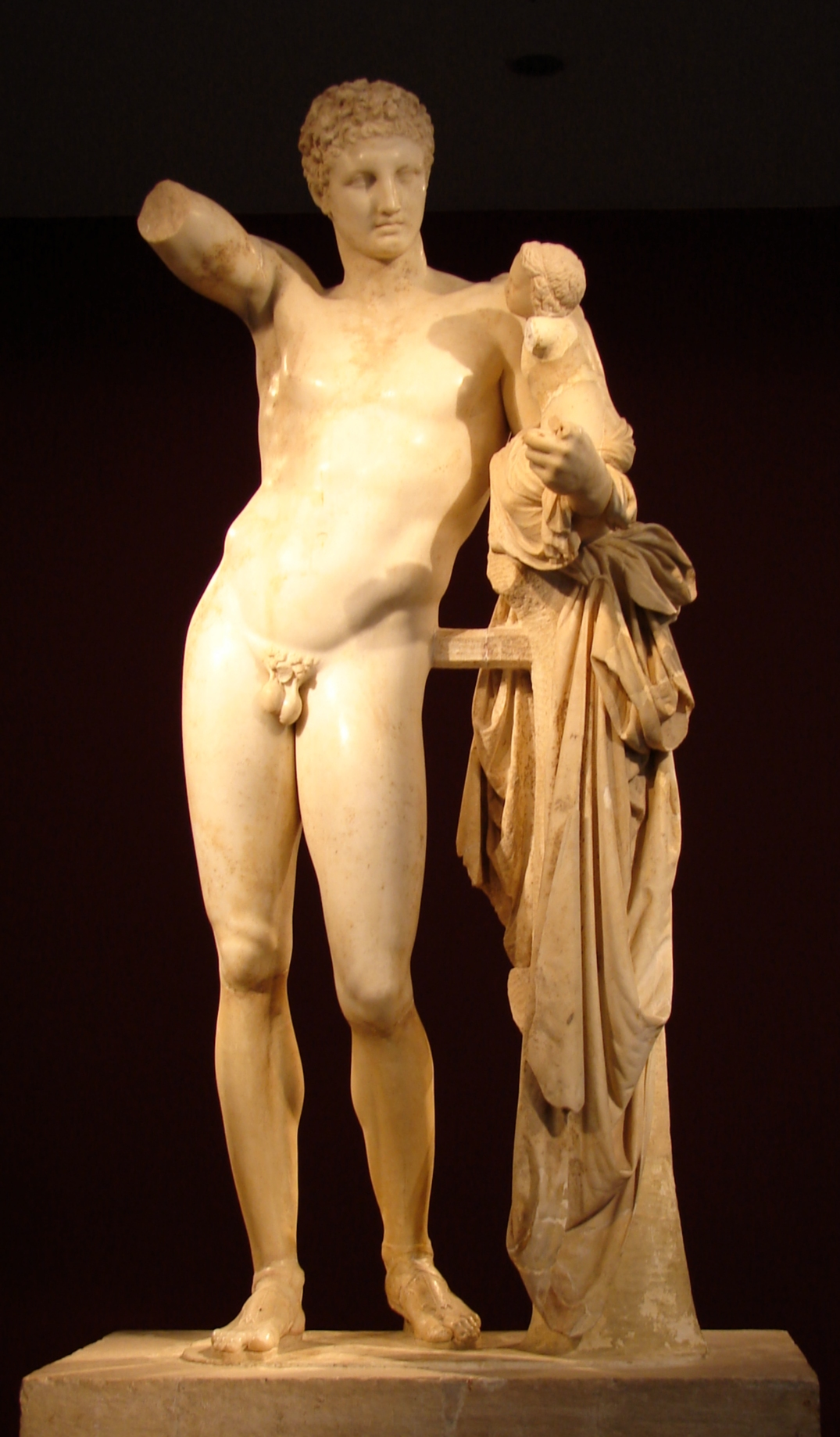
Prassitele, Hermes con Dioniso, metà del IV secolo a.C. circa

La scultura greca classica è quella manifestazione artistica del mondo ellenico che va convenzionalmente dal 450 a.C. (circa) (fine dello stile severo e nascita del canone di Policleto) al 323 a.C. (circa)  molto vicino alla morte di Alessandro Magno. Il periodo, fin dall'Antica Roma, è considerato un culmine dell'arte, ricevendo appunto la denominazione di "classico" inteso come apogeo estetico e culturale da tenere come modello. Il periodo successivo verrà definito ellenistico, al quale seguirà l'arte romana

## Definizione

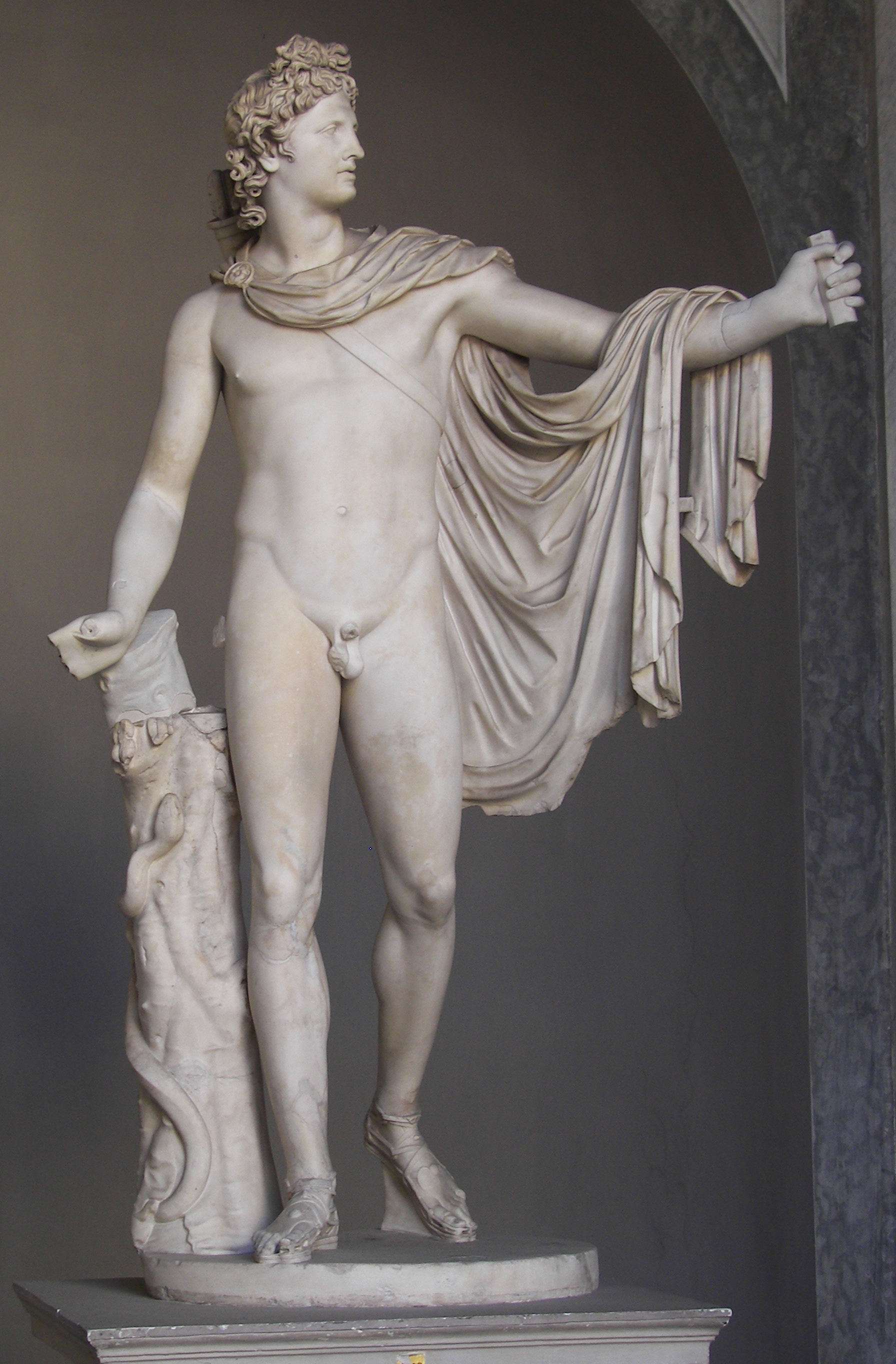
Leocares, Apollo del Belvedere (copia da un originale del 350 a.C. circa)

Le testimonianze artistiche greche nel tempo hanno rivestito un ruolo assolutamente unico nella storia culturale dell'Occidente. Nel Rinascimento, quando non si distingueva ancora tra modelli greci e successivi sviluppi romani, si formò il termine "classico" che intendeva quel modello antico di valenza ideale, a cui si riconosceva cioè il merito di essere giunto a una perfezione formale. La parola "classico" deriva dal latino "classicus", che intendeva la prima classe dei cittadini, e già nella tarda latinità era stata usata per indicare gli scrittori "perfetti", considerati modelli di stile e impareggiabili nella forma. Il termine passò dal campo della letteratura a quello delle arti visive.
Il termine, inoltre, ha un significato più stretto nello specifico dell'arte greca, poiché indica quella fase tra V e IV secolo in cui la produzione artistica raggiunse un particolare livello di eccellenza e, in ogni caso, diverso dai periodi precedenti e successivi. A tale definizione contribuirono anche gli scrittori romani come Plinio il Vecchio, Cicerone e Quintiliano, che già tracciando un'evoluzione dell'arte antica arrivarono alla conclusione che in tale periodo si era registrato un apogeo estetico e culturale. Tale concezione evoluzionistica, che sottintendeva una fase precedente più "rozza" (arcaica) e una successiva più "decadente" (ellenismo), percorse i secoli fino ad arrivare al Settecento quando fu ripresa da Winckelmann, colui che è considerato il fondatore degli studi sull'arte antica. Egli fece proprie le considerazioni sull'arte dei secoli V e IV a.C., indicandola come modello perfetto e irripetibile da adottare come ideale senza tempo, come si applicò ad esempio nel Neoclassicismo.
In realtà tali studi, che sono stati anche alla base della periodizzazione convenzionale in fase arcaica, severa, classica ed ellenistica, trascuravano però una lettura storica di tale periodo, implicando una valutazione estetica arbitraria. Solo nell'Ottocento, grazie anche alle nuove scoperte archeologiche, si iniziò ad avere un approccio diverso, dedicando maggiore attenzione anche alle fasi precedenti e seguenti l'arte classica e riconoscendo, in ciascuna, i rispettivi valori estetici, capaci di rendere, fin dalle origini, l'arte greca unica nel quadro del mondo antico.
Classico inoltre è oggi usato in maniera più generica, anche per espressioni artistiche moderne o contemporanee, in cui la manifestazione di emozioni e sentimenti è contenuta in forme di controllata razionalità e dotate di armonia, in grado di essere prese anche come modelli.

## Contesto storico-politico

Policleto, Doriforo (copia romana da un originale greco in bronzo del 450 a.C. circa)

Nella seconda metà del V secolo a.C. l'orgoglio delle popolazioni elleniche era più che mai esaltato dalle vittorie sui Persiani (battaglia di Maratona del 490 a.C., battaglia di Salamina del 480 a.C.) e Atene, che aveva avuto un ruolo decisivo, si propose alla testa di un impero di polis confederate, aspirando all'egemonia sull'intera Grecia.
Secondo l'interpretazione evoluzionistica della storia dell'arte, in questo periodo si sarebbe raggiunto il vertice soprattutto con due personalità, Policleto e Fidia, i quali imposero a tutta l'arte del tempo un'impronta legata alle loro innovazioni.

## Evoluzione
La conoscenza dell'anatomia del corpo e la competenza tecnica permettono agli scultori, che conosciamo quasi tutti per nome, di raffigurare dei ed eroi in pose più naturali e variate rispetto ai periodi precedenti. La maestria tecnica fa della scultura del V secolo la vetta più alta dell'estetica classica.
Policleto, del quale possediamo solo copie, fissa in un trattato, intitolato Kanon (canone), anch'esso perduto, una regola per le proporzioni armoniose delle varie parti del corpo (Doriforo, Diadumeno). Mirone che, con la sua nota opera del Discobolo, anch'essa pervenutaci in copia romana, sperimenta il movimento nello spazio, intendendo con esso la rappresentazione non tanto della sua continuità nel tempo, quanto del suo concetto in senso astratto e assoluto privilegiando un istante dell'azione e un unico punto di vista, quello frontale.
Inizia la costruzione delle grandi sculture in bronzo (bronzi di Riace) e delle statue di culto monumentali e crisoelefantine, ossia rivestite di oro e avorio, come la statua di Zeus a Olimpia (una delle sette meraviglie del mondo) nell'omonimo tempio o quella di Atena Parthenos nel Partenone, entrambe eseguite da Fidia. Nelle celebri sculture del Partenone l'artista crea un vero e proprio poema epico, in cui tutte le parti hanno un chiaro nesso tematico e una continuità plastica senza precedenti. Dall'umanità contemporanea della processione, nel fregio ionico, all'umanità eroica del mito nelle metope, alla divinità nei frontoni. Il culmine è raggiunto proprio nelle divinità raffigurate sul frontone orientale che hanno vesti con fitto e ricco panneggio reso in modo estremamente naturalistico ("panneggio bagnato").
Nel tardo-classicismo le proporzioni dei corpi si allungano e si affinano e la naturalezza delle posizioni si accentua. L'uso del marmo bianco di Paro consente raffinatezze nella resa delle superfici con effetti di una luminosità che addolcisce le curve e modula i volumi. Uno dei migliori esempi del periodo è l'Hermes con Dioniso di Prassitele.
I bronzi hanno aggiunte di smalto per gli occhi e altri metalli per le labbra e le ciglia, proseguendo la tradizione di policromia.

### Policleto
Policleto, attivo tra il 465 e il 417 a.C. circa, prima nel Peloponneso e poi ad Atene, è considerato l'iniziatore della fase classica della scultura, grazie alla sistemazione razionale degli studi sull'armonia e sulla proporzione umana nel suo Canone, un trattato perduto ma noto da citazioni in fonti successive. Durante la creazione del Doriforo, una delle sculture più replicate dell'antichità, effettuò una serie di misurazioni su giovani arrivando a stabilire un modulo proporzionale, come quello architettonico, che regolasse le misure anatomiche. Inoltre approfondì il tema del chiasmo, ovvero il ritmo incrociato che genera opere eleganti e sciolte, di estrema naturalezza.
Tra i suoi capolavori, oltre al Doriforo, il Diadoumeno, in cui si raggiunge già quel sublime equilibrio tra naturalismo e idealizzazione: gli uomini raffigurati sono reali (tema della mimesis, "imitazione" della natura), ma privi di imperfezioni.

### Fidia

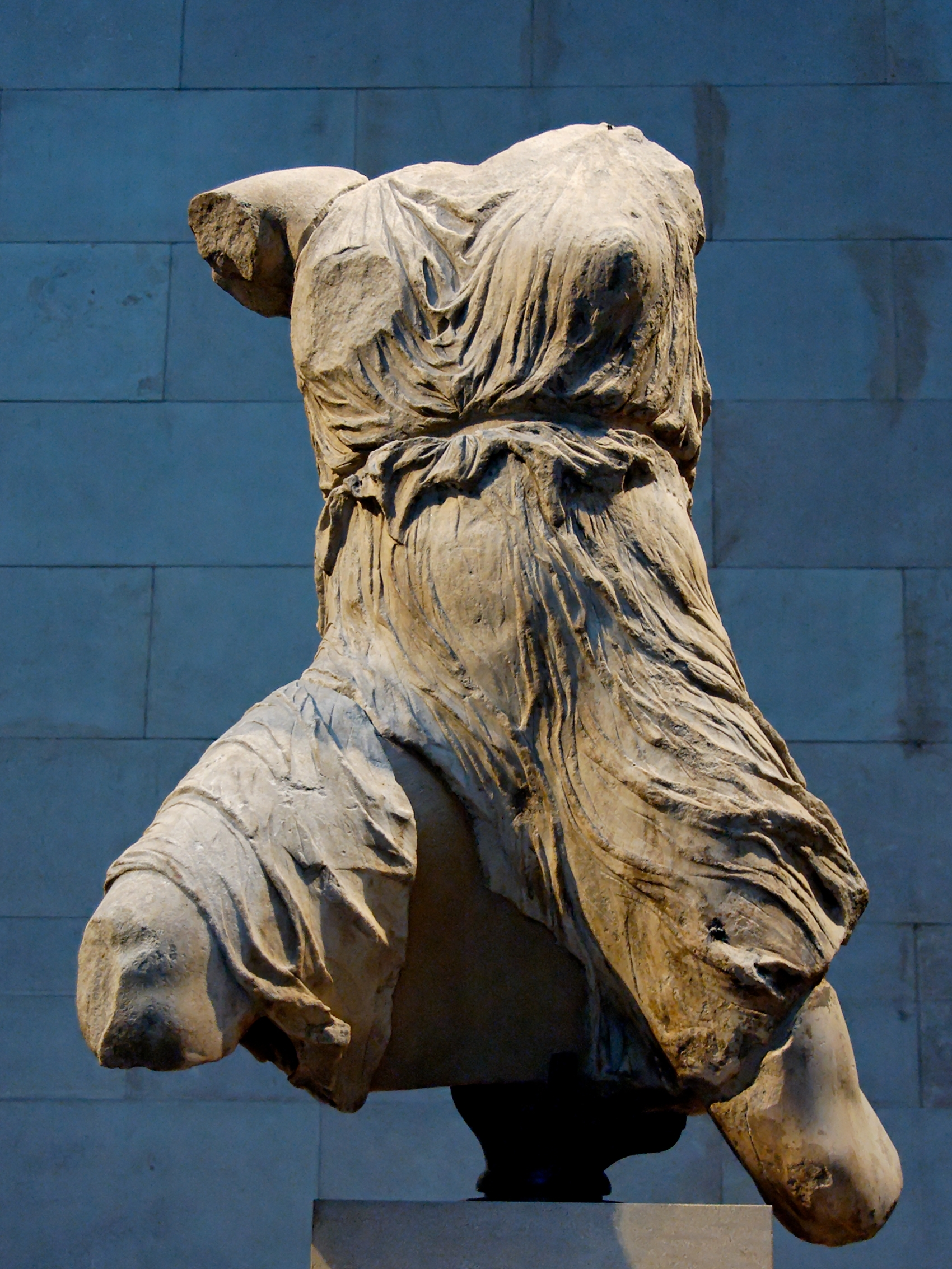
Fidia, Iris (440-432 a.C. circa)

Fidia, contemporaneo di Policleto, fu tra gli scultori più influenti della sua epoca. Ateniese, già formatosi come bronzista di successo, venne incaricato da Pericle di soprintendere alla decorazione scultorea del Partenone. Dopo aver realizzato una colossale Atena sull'Acropoli, si dedicò al simulacro del nuovo tempio, e poi ai frontoni, alle metope e al fregio interno della cella. In queste opere dimostrò la capacità di costruire figure dinamicamente mosse e di grande vitalità, che interagiscono liberamente con lo spazio circostante.
Il suo panneggio tipico, a "effetto bagnato", aderisce al corpo con pieghette vicine e mai schematiche, che creano innovativi effetti di chiaroscuro. Grande innovatore, cercò soluzioni sempre diverse, come nella celebre statua di Zeus crisoelefantina già a Olimpia.

### Prassitele
Verso la fine del V secolo a.C. si andavano aprendo conflitti come la guerra del Peloponneso che portarono, dopo alterne vicende, alla sconfitta di Atene, impossibilitata a imporre una sua autonomia. Ne seguì una situazione caratterizzata dall'instabilità, con il susseguirsi di scontri tra coalizioni guidate ora da Atene, ora da Sparta, ora da Tebe: nessuna di queste città riusciva però a prevalere definitivamente sulle rivale, né a conviverci in pace. Successivamente, l'intervento macedone del 354 a.C. portò a ulteriori mutamenti.
La produzione artistica del IV secolo a.C., su uno sfondo sociopolitico così cambiato, riuscì a mantenere quelle caratteristiche di equilibrio e perfezione che furono riconosciute fin dall'età antica. Il primo scultore importante del nuovo corso può essere indicato in Prassitele, che conobbe la sua acme tra il 364 e il 361 a.C. Predilesse il marmo e diede alle sue opere un ritmo aggraziato e sicuro, che supera la tradizionale impostazione verticale delle figure, alla ricerca di linee sinuose, che spesso necessitano di un appoggio per non sbilanciarsi. Tra le sue opere più famose, l'Apollo sauroctono, l'Afrodite Cnidia (primo nudo femminile dell'arte antica) e l'Hermes con Dioniso: in questi lavori si vedono divinità colte in momenti quotidiani di grande naturalezza.

### Skopas

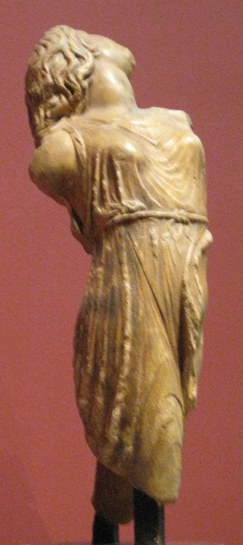
Skopas, la Menade danzante (copia), 330 a.C. circa

Skopas, attivo tra il 370 e il 330 a.C. circa, fu più rivoluzionario, introducendo elementi che ebbero poi una vasta risonanza soprattutto durante l'ellenismo. Già in opere frammentarie, come i resti dei frontoni del tempio di Atena Alea a Tegea, si nota una maggior infossatura delle orbite oculari, che danno all'espressione una maggiore ombreggiatura e quindi intensità, nonché un'accentuazione patetica dei sentimenti (sguardi rivolti verso l'alto, bocche semiaperte).
La sua opera più celebre è la Menade danzante (330 a.C. circa). L'agitazione che pervade tutta la figura della menade viene resa dall'impetuosa torsione a vortice che, dalla gamba sinistra, passa per il busto e il collo sino alla testa, gettata all'indietro e girata, a seguire lo sguardo, verso sinistra; il volto è pieno, bocca naso e occhi sono ravvicinati, questi ultimi schiacciati contro le forti arcate orbitali per conferire maggiore intensità all'espressione. Il totale abbandonarsi del corpo alla passione è sottolineato anche dalla massa scomposta dei capelli, dall'arioso movimento del chitone che, stretto da una cintura appena sopra la vita, si spalanca nel vortice della danza, lasciando scoperto il fianco sinistro, e dal forte contrasto chiaroscurale tra panneggi e capigliatura da una parte e superfici nude dall'altra. Le braccia, perdute, dovevano seguire la generale torsione del corpo.

### Lisippo

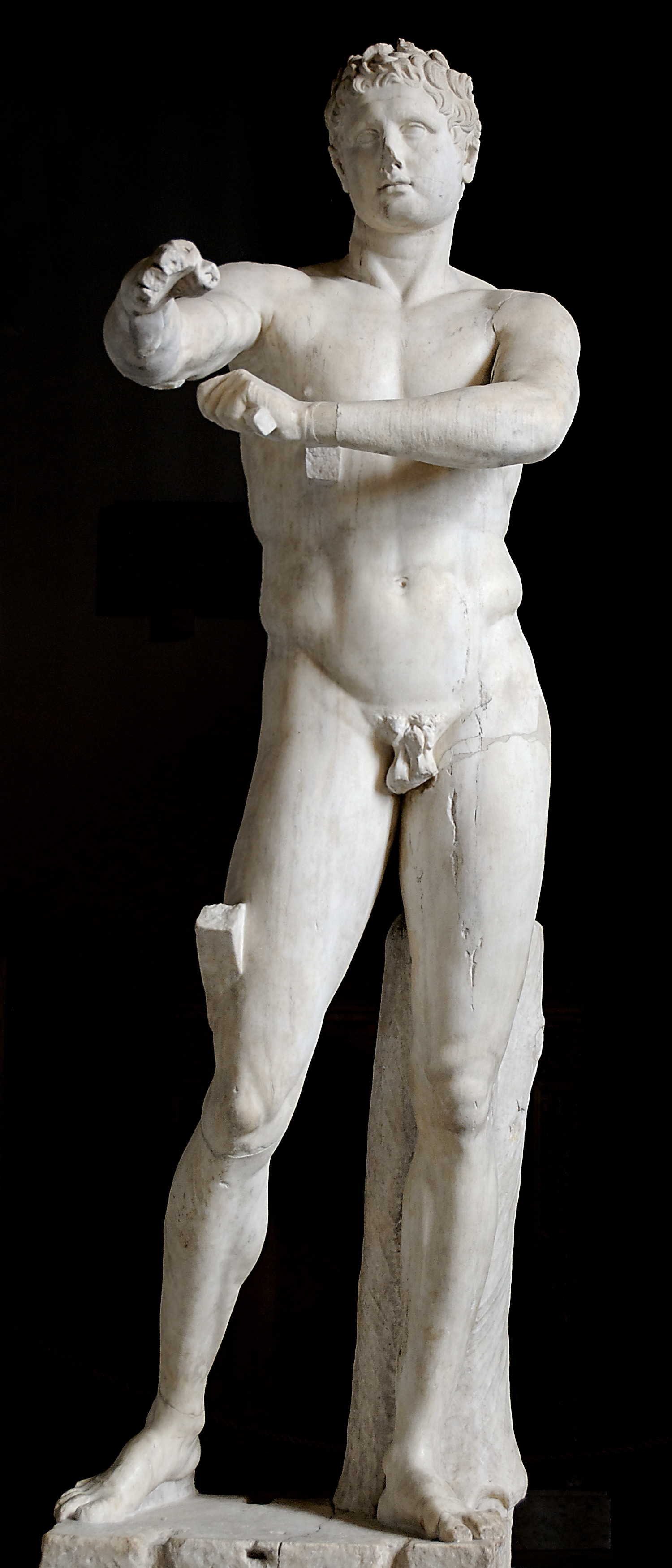
Lisippo, Apoxyómenos (copia da un originale del 330-320 a.C. circa)

Plinio il Vecchio espresse su Lisippo, artista di corte di Alessandro Magno, un giudizio che racchiude molto dell'opinione di cui esso godeva nel mondo antico ed è ancora oggi in massima parte valido: «È fama che Lisippo abbia contribuito molto al progresso dell'arte statuaria, dando una particolare espressione alla capigliatura, impiccolendo la testa rispetto agli antichi, e riproducendo il corpo più snello e più asciutto; onde la statua sembra più alta. Non c'è parola latina per rendere il greco symmetria, che egli osservò con grandissima diligenza sostituendo un sistema di proporzioni nuovo e mai usato alle statue "quadrate" degli antichi. E soleva dire comunemente che essi riproducevano gli uomini come erano, ed egli invece come all'occhio appaiono essere. Una sua caratteristica è di aver osservato e figurato i particolari e le minuzie anche nelle cose più piccole».
È chiaro come Lisippo andò oltre il canone di Policleto, introducendo in scultura quegli accorgimenti prospettici che già venivano usati in architettura. Per i Greci infatti la visione si materializzava attraverso sfere successive che si propagavano dalla forma dell'occhio e che influenzavano la percezione degli oggetti stessi, deformandoli. In questo senso va motivata la riduzione della testa, rispetto alla misura tradizionale di 1/8 del corpo, e accentuando lo slancio dei corpi snelli e longilinei.
L'Apoxyómenos, con la sua proiezione delle braccia in avanti, è considerata la prima scultura pienamente tridimensionale dell'arte greca, che per essere apprezzata appieno richiede che lo spettatore vi faccia il giro attorno.
Inoltre, in qualità di ritrattista del sovrano, Lisippo è considerato il fondatore del ritratto fisionomico e individuale che, riproducendo l'aspetto esteriore del soggetto, ne suggeriva anche le implicazioni psicologiche ed emotive. Fino ad allora infatti il particolare senso collettivo delle città greche aveva frenato l'interesse verso la rappresentazione dell'individuo e tutti i ritratti dei secoli precedenti (come quelli di Pericle, di Socrate, di Eschilo...) sono da considerarsi dei puri "tipi" ideali (l'eroe, il filosofo, il letterato).

## Altre immagini

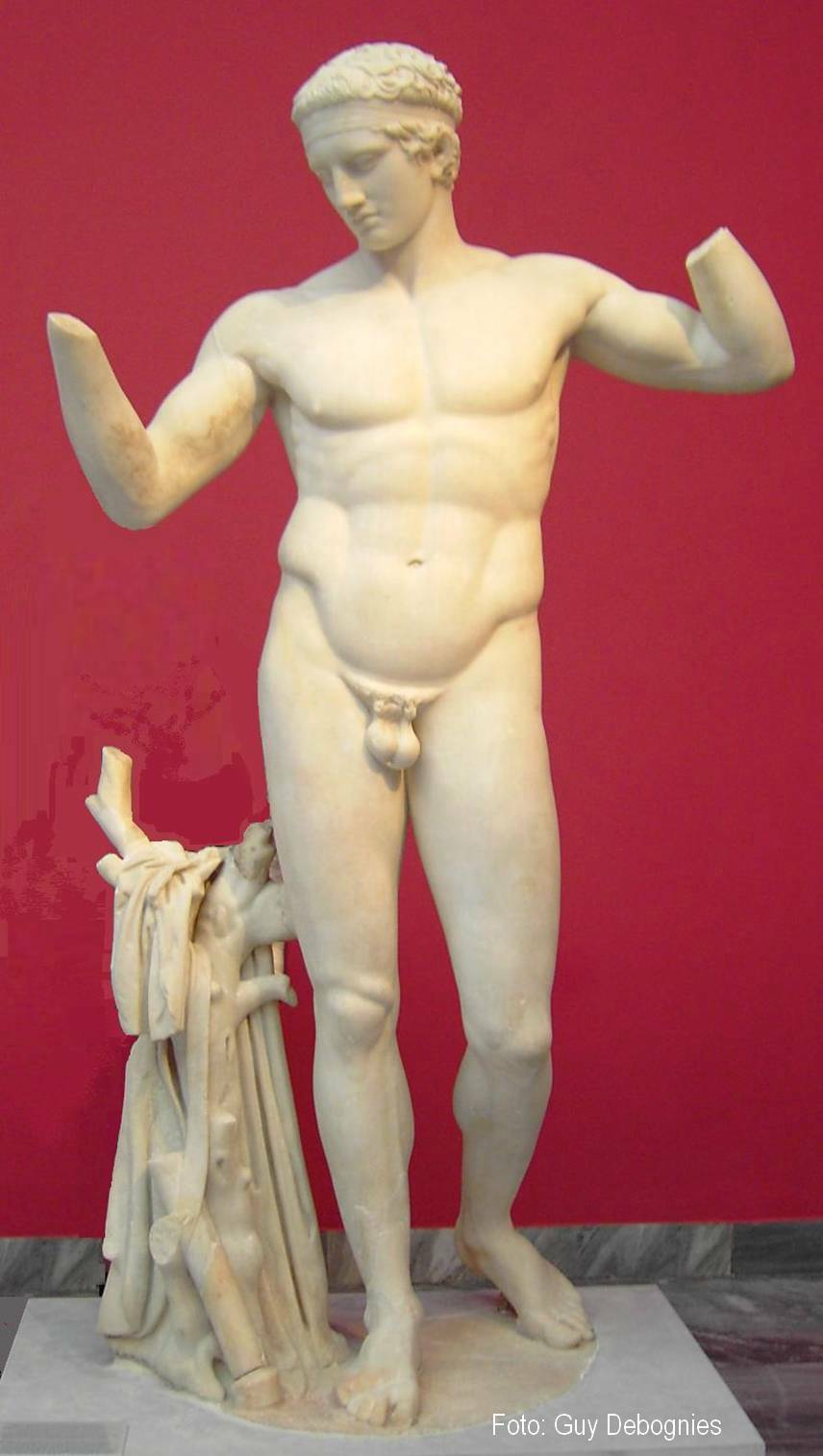
Policleto, Diadumeno (copia da un originale del 430 a.C. circa)
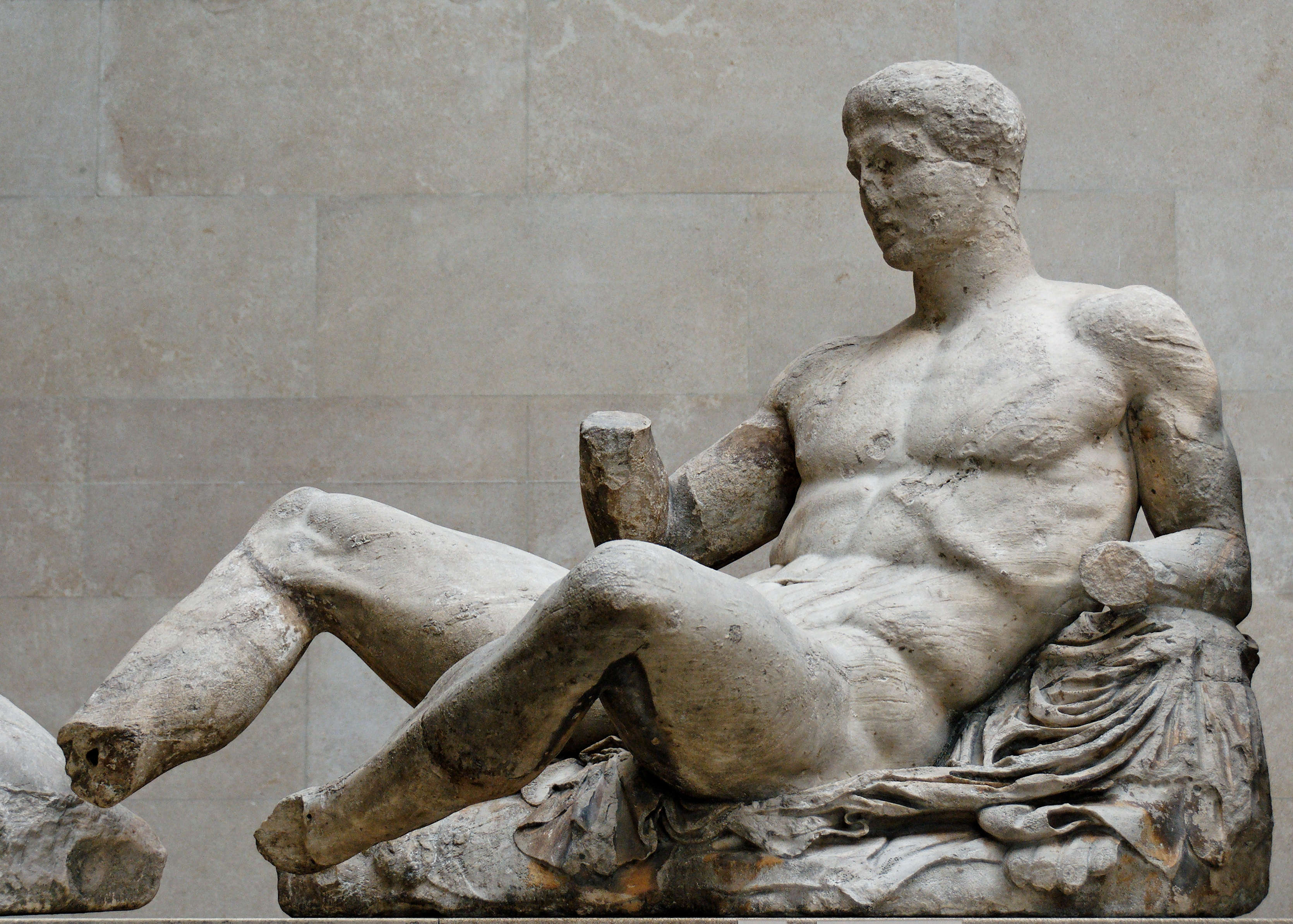
Fidia, Dioniso (440-432 a.C. circa)
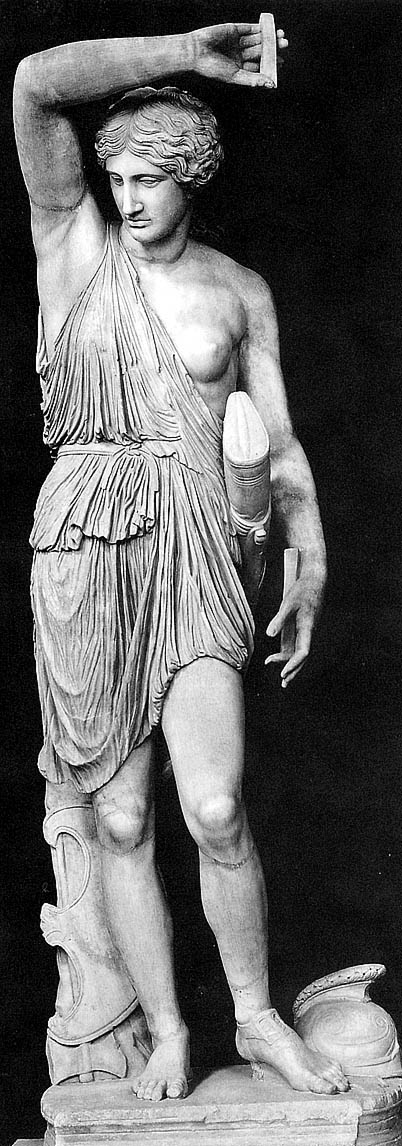
Fidia, Amazzone Mattei (copia da un originale della seconda metà del V secolo a.C.)
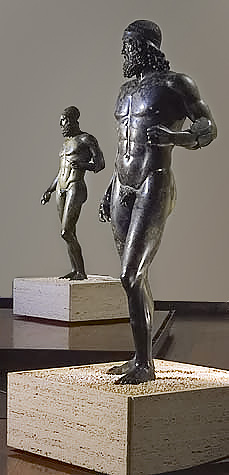
I Bronzi di Riace (V secolo a.C.)
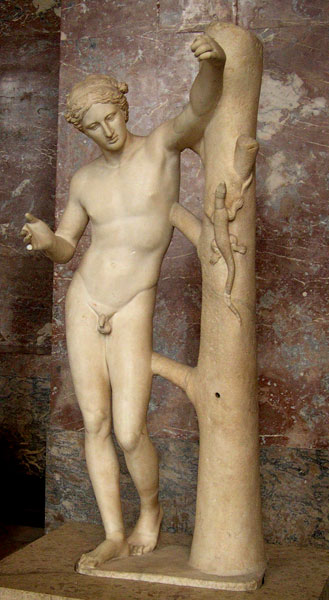
Prassitele, Apollo sauroctono (copia da un originale del 350 a.C. circa)
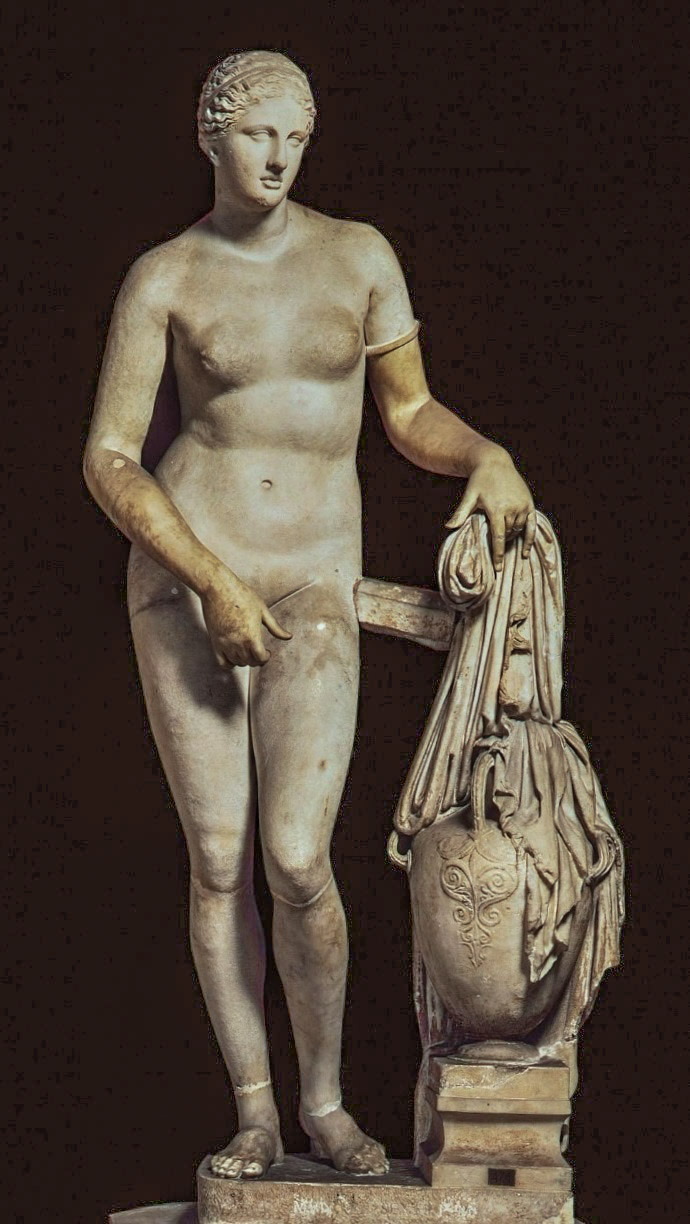
Prassitele, Afrodite cnidia (copia da un originale del 360 a.C. circa)
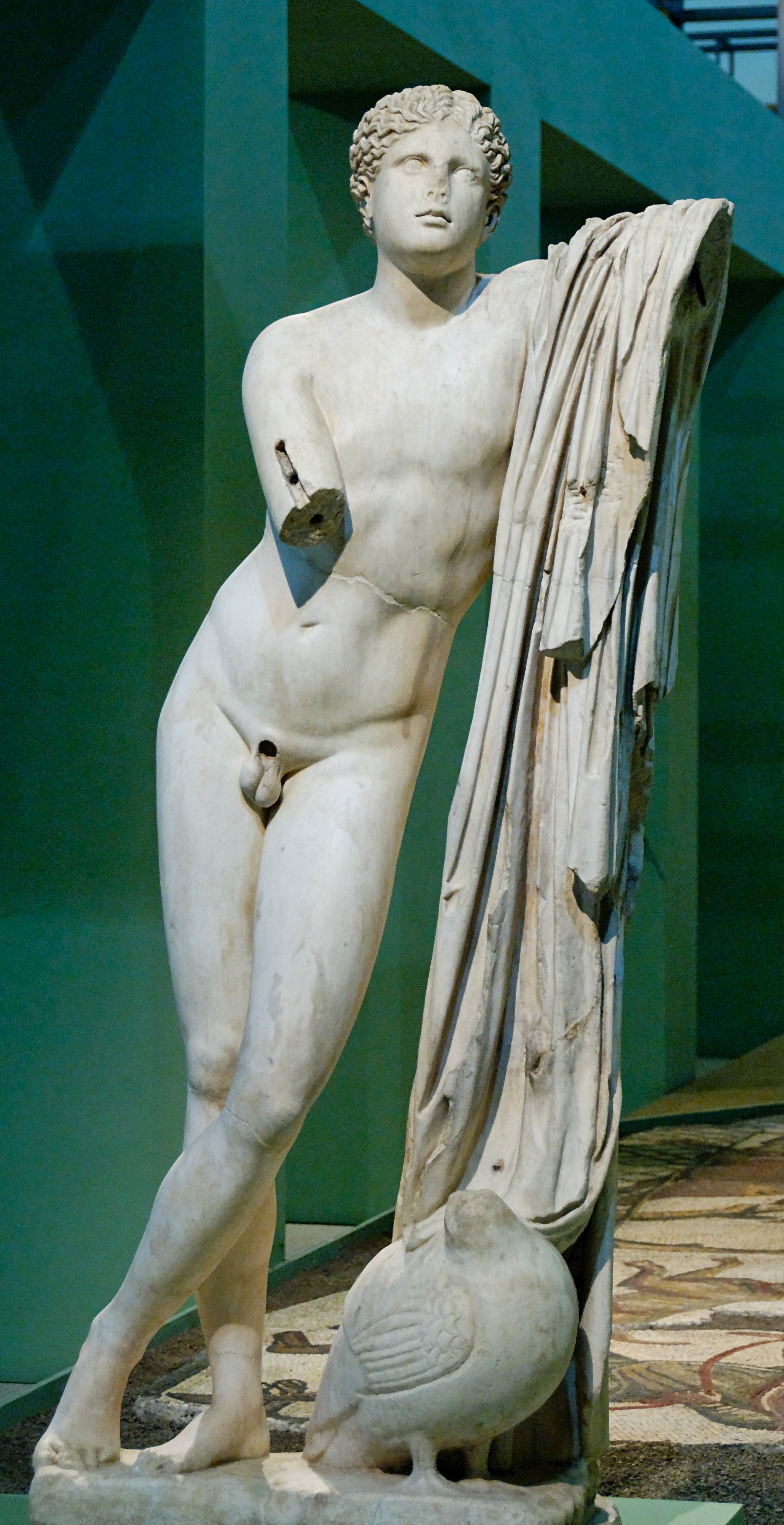
Skopas, Pothos (copia da un originale del 330 a.C. circa)
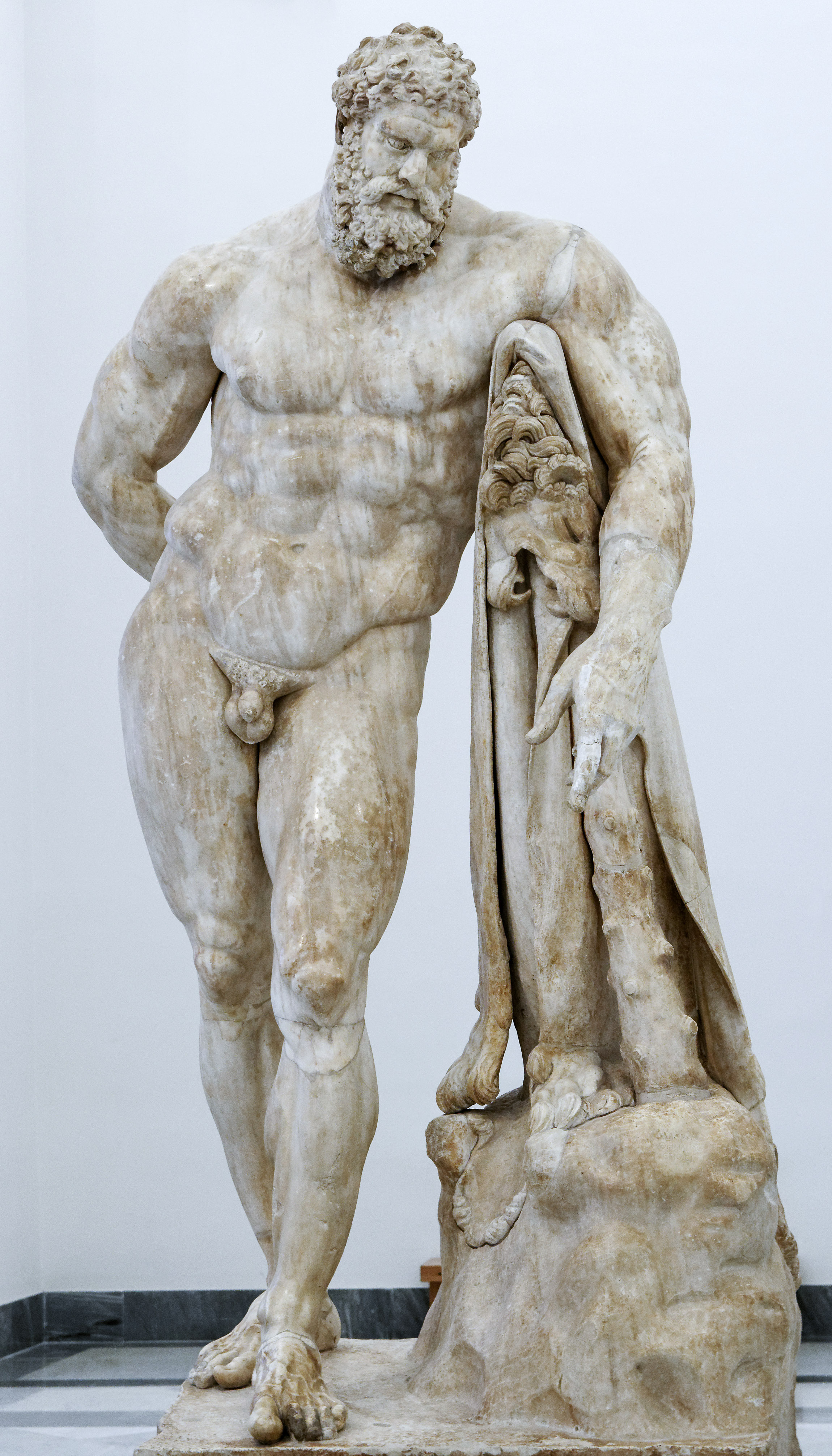
Lisippo, Ercole Farnese (copia da un originale del IV secolo a.C.)